# Tarlton (Stati Uniti d'America)
Tarlton è un villaggio degli Stati Uniti d'America, situato nello stato dell'Ohio, diviso tra la contea di Pickaway e la contea di Fairfield.